# 萨拉·丹尼尔斯
萨拉·丹尼尔斯（瑞典語：Sara Danius，1962年4月5日—2019年10月12日），是瑞典文學評論家，曾任瑞典學院院士和常任秘書。

## 生平
萨拉·丹尼尔斯生於瑞典斯德哥爾摩省泰比，先後就讀瑞典斯德哥爾摩大學、英國諾汀罕大學、美國杜克大学及瑞典乌普萨拉大学，獲得博士學位後任教於乌普萨拉大学和Södertörn大學。
她於2013年3月當選瑞典學院院士，接替Knut Ahnlund的第七席。她又在2015年6月1日接替Peter Englund任學院常任秘書，是第一位女性常任秘書。在常任秘書任內，她被視為促成鲍勃·迪伦獲得2016年諾貝爾文學獎的核心人物。
2018年瑞典學院醜聞爆發後，萨拉·丹尼尔斯被輿論指控應對不力、有損諾貝爾文學獎的聲譽，被迫於2018年4月辭去常任秘書一職，2019年2月又辭去院士身分。同年10月她因乳癌逝世。